# Religião na União Soviética
A União Soviética foi o primeiro estado a objetivar a eliminação completa da religião e sua substituição pelo ateísmo universal. O Estado comunista soviético confiscou propriedades religiosas, promoveu amplamente o ateísmo nas escolas, perseguiu crentes e investiu na ridicularização das religiões. O confisco de bens religiosos apoiou-se principalmente em denúncias de acúmulo ilegal de riqueza.
A grande maioria da população do Império Russo era, na época da revolução, formada por crentes religiosos, enquanto que os revolucionários tinham como objetivo romper completamente com a crença religiosa e o poder das igrejas. Após a revolução, promoveu-se amplamente a ideia da oposição entre "ciência" e "superstição religiosa". Não havia lugar na nova ordem comunista para a chamada "ficção subjetiva" da espiritualidade religiosa. No entanto, os principais cultos religiosos persistiram e foram tolerados, porém desencorajados  e colocados dentro de limites restritos.

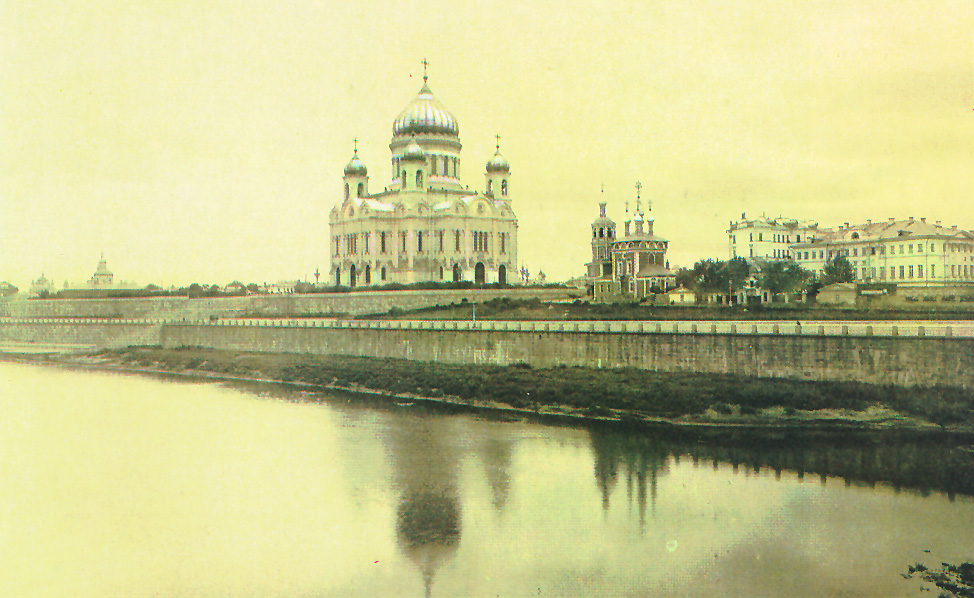
A Catedral de Cristo Salvador de Moscou antes de ser demolida pelas autoridades soviéticas em 1931 para a construção do Palácio dos Sovietes. O palácio nunca foi finalizado e a catedral foi reconstruída em 2000.

O ateísmo de Estado da União Soviética era conhecido como gosateizm,  e era baseado na ideologia do marxismo-leninismo. Como o fundador do Estado soviético,  Lênin declarou:
A religião é o ópio do povo; este provérbio de Marx é a pedra angular de toda a ideologia do marxismo a respeito da religião. Todas as religiões e  todo o tipo de organização religiosa sempre foram consideradas pelo marxismo como órgãos de reação burguesa, usados para a proteção da exploração e estupefação da classe trabalhadora.
O ateísmo Marxista-leninista defendeu firmemente o controle, repressão e eliminação da religião[carece de fontes?]. Dentro de cerca de um ano da revolução, o Estado nacionalizou todos os bens de igrejas, incluindo os seus edifícios. No período de 1922 a 1926, 28 bispos ortodoxos russos e mais de 1.200 sacerdotes foram executados. Vários outros foram perseguidos.
Os cristãos pertenciam a várias igrejas: ortodoxa (que possuía o maior número de seguidores), católica, batista e vários outras denominações protestantes. A maioria dos muçulmanos na União Soviética eram sunitas. O judaísmo também tinha muitos seguidores. Outras religiões como o budismo e xamanismo, também eram praticadas em menor número.

## Políticas em relação a prática religiosa

Capa de uma edição de 1929 da publicação mensal Bezbozhnik (em russo: Безбожник; "sem-Deus"). A revista, que tinha como objetivo promover o ateísmo e a desvalorização da religião por meio de conteúdo satírico e humorístico, tinha uma tiragem de 200,000 exemplares, era desenvolvida pela Liga dos Ateus Militantes e foi publicada entre os anos de 1922 e 1941. Essa capa mostra um trabalhador industrial despejando Jesus de um carrinho de mão e sugere a substituição do Dia da Transfiguração de Jesus pelo Dia da Industrialização.

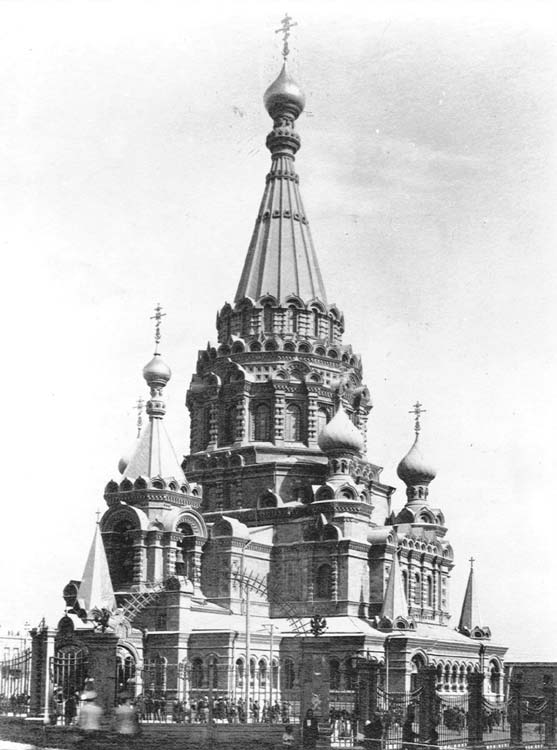
A Catedral Ortodoxa Russa era um dos pontos turísticos mais notáveis de Baku. Foi demolida em 1930 durante o governo de Stalin.

O ateísmo era a doutrina oficial do Partido Comunista. Apesar de objetivar a extinção completa das religiões, num primeiro momento algumas igrejas foram poupadas da destruição e fechamento arbitrário. Havia também uma certa tolerância e a liberdade de crença era prevista na constituição.
O marxismo-leninismo defende a supressão e finalmente o desaparecimento das crenças religiosas, consideradas como "não cientificas" e "supersticiosas". Nas décadas de 1920 e 1930, organizações como a Liga dos Ateus Militantes (também chamada de Sociedade dos sem-Deus) participavam ativamente de campanhas de propaganda antirreligiosa. O ateísmo era norma nas escolas, organizações comunistas (como, por exemplo, na Organização dos Jovens Pioneiros) e na mídia. No entanto, a intensidade dos esforços para erradicar determinadas religiões variaram ao longo dos anos em que a União Soviética existiu, dependendo dos interesses estatais. Em 1923, um correspondente do The New York Times relatou que cristãos estavam comemorando a páscoa pacificamente em Moscou, apesar das ações violentas de repressão em anos anteriores. As políticas e práticas oficiais não apenas variaram com o tempo, mas também se diferiam em suas aplicações de acordo com determinadas nacionalidades e religiões.
Em 1929, com o início da Revolução Cultural na União Soviética e o aumento da militância radical do Partido e da Komsomol, surgiu um grande movimento dominante em favor do fechamento de igrejas e prisão de sacerdotes, aprovado por Stalin. Instruções secretas de "linha dura" não divulgadas oficialmente foram emitidas para organizações locais do Partido. Quando as manobras antirreligiosas instigaram a ira da população rural e condenações do Papa e outros porta-vozes de igrejas no Ocidente, o regime decidiu afastar-se dessa política, que de qualquer maneira nunca tinha sido endossada oficialmente.
Apesar de todos os líderes soviéticos terem como objetivo de longo prazo o desenvolvimento de uma população soviética coesa, eles experimentaram métodos diferentes para esse objetivo. Para o regime soviético, questões relacionadas a nacionalidade e religião sempre estiveram intimamente ligadas. Portanto, de acordo com a necessidade e os interesses estatais, algumas religiões podiam ser mais condenadas em alguns locais do que em outros e até mesmo podia haver o apoio de determinadas crenças para promover a aproximação com o povo.